# Елагабал (бог)

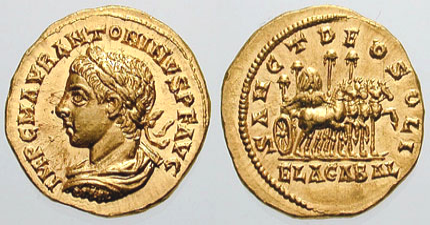
Ауреус імператора Геліогабала. Реверс показує священий камінь на квадризі

Елагаба́л, Геліогаба́л, Ель-Габа́л — у західносемітській та римській міфології бог сонця та родючості.
По-англійськи: Aelagabalus, Heliogabal, El-Gabal.
У Римській імперії під час правління імператора Елагабала, колишнього жерцем цього бога, шанувався як верховне божество римського пантеону. Хоча існувало безліч варіантів імені, бог постійно згадувався як Елагабал на римських монетах та написах з 218 - під час правління імператора Елагабала.

## Культ
Елагабал спочатку шанувався в Емесі в Сирії, де його жерцями були представники арабської династії Сампсікерамідів. Ім'я Елагабал є латинізованою формою арабської "Ілах аль-Габаль" ("إله الجبل"), емеського прояву божества, що арабською означає "Бог Гори". Елагабал був релігійним «володарем», або баалом, Емеси. Божество успішно зберегло арабські риси як у своїх іменах, так і у своїх уявленнях.
У другому столітті культ божества поширився на інші частини Римської імперії, де він став шануватися як Елагабалос (Ἐλαγάβαλος Elagábalos) у греків і Елагабалус у римлян. Наприклад, посвячення богу було знайдено аж до Вурдена на території сучасних Нідерландів.

## В Римі

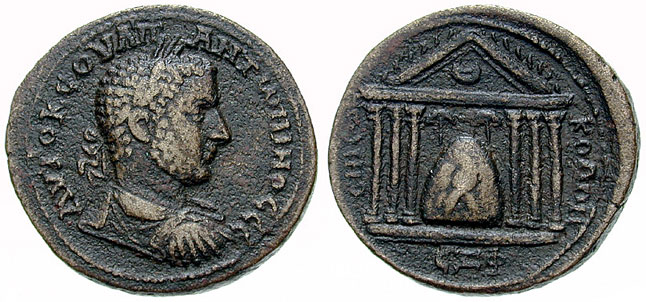
Храм в Емесі, що містить священний камінь, на реверсі бронзової монети римського узурпатора Уранія

Культовий камінь або байтил привезений до Риму імператором Марком Аврелієм Антоніном Августом, який до свого царювання був спадковим первосвящеником в Емесі і на честь божества називався Елагабалом. Сирійське божество було асимільовано з римським богом сонця, відомим як Сол, а пізніше Сол Інвіктус («Непереможне сонце»).
На східному схилі Палатинського пагорба збудовано храм Елагабалій, у якому зберігався священний камінь храму Емеса — чорний конічний метеорит.
Геродіан також розповів, що імператор Елагабал змушував сенаторів дивитися, як він танцює навколо вівтаря свого божества під звуки барабанів і кімвалів, а під час кожного літнього сонцестояння влаштовував велике свято, популярне серед населення завдяки роздачі їжі, під час якого він поміщав священний камінь на колісницю, прикрашену золотом і дорогоцінним камінням, що йшла містом.
Опис Геродіана наводить на думку, що культ Емесени був натхненний вавилонським святом Акіту.
Згідно з Діоном Кассієм, імператор також намагався об'єднати римську і сирійську релігії під керівництвом свого божества, яке він ставив навіть вище Юпітера, і якому він призначив за дружину або Астарту, або Мінерву, або Уранію, або якесь поєднання цих трьох богинь . Найсвященніші реліквії римської релігії були перенесені з відповідних святилищ в Елагабалій. У храмі були зібрані найсвященніші для римлян предмети: Кібела, вогонь Вести, анкіл, антилії (щити Салієв) та палладіум. Таким чином, жоден інший бог не міг шануватися у відриві від Елагабала. Він також заявив, що юдеї, самаритяни та християни повинні перенести свої обряди в його храм, щоб він «міг включати таємниці всіх форм поклоніння».
Згідно з Геродіаном, після вбивства імператора в 222 його релігійні укази скасовані, і культ Елагабала повернувся в Емесу.